# Axel Ljungman
Axel Vilhelm Ljungman, född 1 september 1841 i Ljungs socken, Bohuslän, död 27 oktober 1901 i Göteborg, var en svensk zoolog och riksdagsman. Han var bror till Carl Ljungman och farbror till Tore Ljungman.

## Biografi
Ljungman blev student vid Uppsala universitet 1859 och promoverades vid Uppsala universitet till filosofie doktor 1872 och var 1871–1884 docent i zoologi där, men var nästan hela tiden tjänstledig för uppdrag till främjande av det bohuslänska sillfisket. För dess rationella skötsel och för belysningen av sillens levnadsförhållanden och sillfisket verkade han bland annat genom en mängd skrifter (åtskilliga översättningar i "Report of United state commission of fish and fisheries") och uppsatser i den av honom redigerade "Bohuslänsk fiskeritidskrift" (1884–1895) och i "Nordisk tidskrift för fiskeri" (av vars årgångar 5-7, 1879–1882, han var medredaktör) m. m., varjämte han i "Öfversigt af Vetenskapsakademiens förhandlingar" (arg. 21, 23, 27, 28) lämnade bidrag till kännedomen om ophiuriderna.
Åren 1880–1882 och 1885–1896 tillhörde han Göteborgs och Bohus läns landsting. 1881–1899 var han ledamot av andra kammaren för Orust och Tjörn, skrev många motioner och satt i tillfälligt utskott 1883–1884, konstitutionsutskottet 1885–1887 och 1891–1898 (1887, 1891–1898 som vice ordförande) och bankoutskottet 1888–1890. I riksdagen verkade han utom i fiskerifrågor i övrigt för kommunikationsväsendet och särskilt för telefonnätets utvidgning i Bohuslän. Till sina politiska åsikter var han moderat konservativ. Han var ledamot av kommittén angående havsfiskets ordnande i Göteborgs och Bohus län (1892–1894), för avgivande av förslag till lag om rätt till fiske (1894) och angående kommunalbeskattningen (1897). 1900 utnämndes han till karantänsmästare på Känsö. Han utgav bland annat Några ord om den unionella frågans lösning (1895).

### Redaktörskap
- Bohuslänsk fiskeritidskrift.. Göteborg. 1884-1893. Libris 829837. https://runeberg.org/bohusfisk/
- Handlingar, rörande åtgärder till samfärdselns förbättrande inom bohuslänska skärgården. Utgifna af Axel Vilh. Ljungman. Göteborg. 1887. Libris 10454537